# پژو ۹۰۷

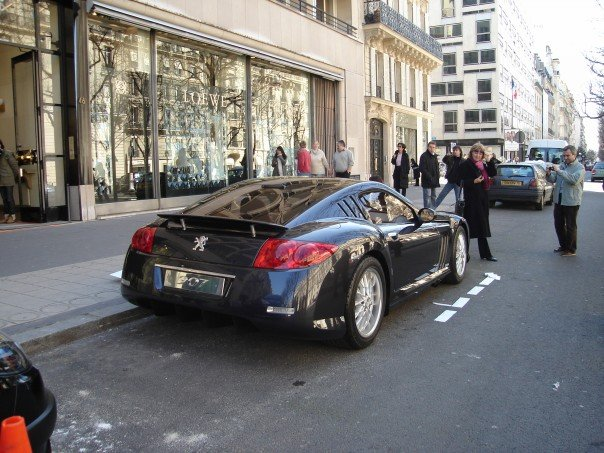
پژو 907 (نمای عقب)

پژو ۹۰۷ یک خودروی مفهومی بود که توسط پژو ساخته شد. این خودرو اولین بار در نمایشگاه اتومبیل پاریس، در ۲۰۰۴ معرفی شد.
این یکی از سه اتومبیل مفهومی بود که توسط پژو در نمایشگاه، در کنار کوارک و 1007 RC رونمایی شد.
موتور این خودرو دقیقاً پشت چرخ‌های جلو سوار شده و اگزوزهای جانبی از پشت هر یک از چرخ‌های جلو خارج می‌شوند. . در زیر کاپوت، دو موتور ۳٫۰ لیتری V6 به یکدیگر متصل شده و ۵۰۰ BHP V12 را تشکیل می‌دهد.
بدنه از الیاف کربن ساخته شده‌است و خودرو از یک سیستم تعلیق استخوان دوتایی استفاده می‌کند، در حالی که انتقال دنده ای پیاپی، قدرت را به چرخ‌های عقب توزیع می‌کند. جلوپنجره قوس دار به سمت بالا ادامه می‌یابد و سقف را تشکیل می‌دهد.

## مشخصات فنی

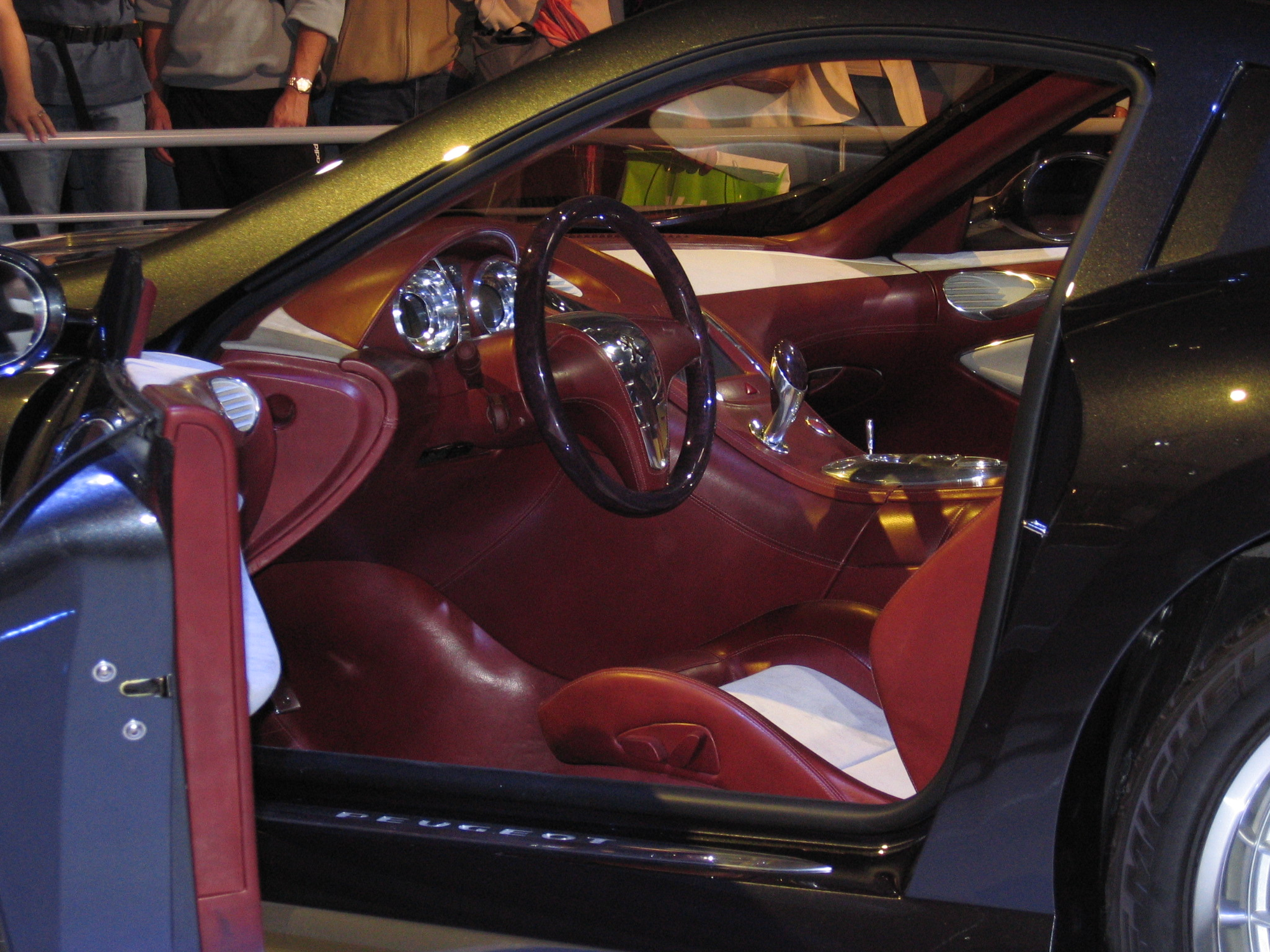
Interior (2004)

- موتور: 6.0L PSA V12 (بر اساس ES9 از پژو ۶۰۷)
- گیربکس: شش سرعته گیربکس اتوماتیک پشتی نصب شده در عقب
- پیشرانه: موتور جلو، چرخ عقب
- حداکثر سرعت تخمینی: ۳۶۰ کیلومتر در ساعت (۲۲۲ مایل در ساعت)
- ۰–۶۰: ۳٫۷ ثانیه (تخمین زده شده)
- ۵۰۰اسب بخار
- ۴۸سوپاپ
- ۱۲سیلندر
- حجم:۶لیتر بنزین